# 8451 Gaidai
8451 Gaidai eller 1977 RY6 är en asteroid i huvudbältet som upptäcktes den 11 september 1977 av den rysk-sovjetiske astronomen Nikolaj Tjernych vid Krims astrofysiska observatorium på Krim. Den har fått sitt namn efter regissören Leonid Gajdaj.
Den tillhör asteroidgruppen Gefion.